# Boomslang Records
Boomslang Records ist ein österreichisches Musiklabel.
Boomslang Records ist ein unabhängiges Plattenlabel. Es wurde gegründet und wird geleitet vom österreichischen Schlagzeuger und Festivalorganisator Alfred Vogel. Das Label ist spezialisiert auf Jazzmusik, von Free Jazz und freier Improvisation bis hin zu komplexer zeitgenössischer Jazzmusik aber auch von grooviger Musik bis hin zu Singer/Songwritern. Es hat seinen Sitz in Bezau in Vorarlberg.

## Künstler (Auswahl)
Boomslang Records hat die Werke von Künstlern wie Gellért Szabó, Julian Pajzs, Leif Berger, RGR, Simon Lucaciu, Moritz Stahl, Peter Madsen, Almut Kühne, Victor Fox, Reza Askari, Sebastian Wolfgruber, Jonathan Reisin (Too Good X Unreality, 2025) veröffentlicht.